# Козьмодемьянск (деревня, Марий Эл)
 Козьмодемьянск  — деревня в Советском районе Республики Марий Эл. Входит в состав Михайловского сельского поселения.

## Географическое положение
Находится в центральной части республики Марий Эл на расстоянии приблизительно 15 км по прямой на юго-запад от районного центра посёлка Советский.

## История
В 1958 году в деревне насчитывалось 20 дворов, проживали 82 жителя. В дальнейшем деревня попала в разряд неперспективных населённых пунктов. Люди начали уезжать из деревни. В 1978 году оставалось 13 домов, а в 2003 году — только 4 дома.

## Население
Население составляло 7 человек (57 % мари, 43 % русские) в 2002 году, 8 в 2010.